# Buit KBC
El Buit KBC és una immensa regió de l'espai comparativament buida, anomenada així pels astrònoms Ryan Keenan, Amy Barger i Lennox Cowie, els qui el van estudiar en 2013. L'existència d'una baixa densitat local ha estat objecte de molts articles de recerca que daten de principis dels anys 1990.
Hom proposa que la densitat inferior siga aproximadament esfèrica, aproximadament 2 mil milions d'anys llum (600 megapàrsecs, Mpc) de diàmetre. Com altres buits, no està completament buit, però conté la nostra pròpia galàxia la Via Làctia, el Grup Local, i una part més gran del supercúmul de Laniakea. La Via Làctia s'hi troba a pocs centenars de milions d'anys llum del centre del buit.
S'ha demostrat que l'existència de superbuits és consistent amb el model cosmològic estàndard. Les galàxies dins d'un buit experimenten una estirada gravitacional des de fora del buit i això produeix un valor local més gran per a la constant de Hubble, una mesura cosmològica del ràpid que s'expandeix l'univers. Alguns autors han proposat l'estructura com la causa de la discrepància entre els mesuraments de la constant de Hubble utilitzant les supernoves galàctiques i les variables cefeides (72–75 km/s/Mpc) i a partir del fons còsmic de microones i les dades d'oscil·lació acústica de barions (67–68 km/s/Mpc). No obstant això, altres treballs no han trobat evidència d'això en les observacions, trobant que l'escala de la subdensitat reclamada és incompatible amb les observacions que s'estenen més enllà del seu radi.